# Chinesische Schriftzeichenlexika
Chinesische Schriftzeichenlexika dienen der Sammlung und Erklärung chinesischer Schriftzeichen.

## Übersicht
Im Folgenden werden die wichtigsten Zeichenlexika zur chinesischen Sprache in einem chronologischen Abriss dargestellt. Der Schwerpunkt liegt dabei auf für die Phonologie relevanten Werken für die teilweise unbekannten bzw. recht problematisch zu rekonstruierenden historischen Lautungen, wie z. B. des Alt- bzw. Antikchinesischen  (insbesondere seiner Spätphase: der im 5. bis 3. Jahrhundert v. Chr. gesprochenen Sprache des Klassischen Chinesisch) oder des Mittelchinesischen (um 600 n. Chr.). 
In der sinologischen Praxis werden diese Werke zumeist mit ihren Kurzwörtern oder Abkürzungen zitiert, die ebenfalls angegeben sind.
| Dynastie (Jahr)                                           | Buchtitel                                                  | Kurzwort oder Abkürzung                                       | Verfasser oder Herausgeber             | Zahl der Schriftzeichen   | Ausgaben |
| --------------------------------------------------------- | ---------------------------------------------------------- | ------------------------------------------------------------- | -------------------------------------- | ------------------------- | --- |
| Östliche Han-Dynastie (100)                               | Shuowen jiezi (说文解字)                                   | Shuowen (说文)                                                | Xu Shen (许慎)                         | 9353 Schriftzeichen       | Zhonghua shuju, 1963: fotografische Reproduktion der von Chen Changzhi in der Qing-Zeit gedruckten Ausgabe des Späteren Xu |
| Jin-Dynastie                                              | Zilin (字林)                                               |                                                               | Lü Chen (吕忱)                         | 12824 Schriftzeichen      | Ren Dachun 任大椿: Zilin kaoyi 字林考逸 (Qing-Zeit) 8 juan; Tao Fangqi 陶方琦: Zilin kaoyi Buben 字林考逸补本 (1 juan) |
| Sui-Dynastie (601)                                        | Qieyun (切韵)                                              | Qie (切)                                                      | Lu Fayan (陆法言)                      |                           | Wang Renxu 王仁煦: Kanmiu buque Qieyun 刊谬补缺切韵 (“Korrigiertes und ergänztes Qieyun”), Kaiserpalast-Ausgabe (Gugong ben)                                                                                                   |
| Liang-Dynastie aus der Zeit der Südlichen Dynastien (543) | Yupian (玉篇)                                              | Yu (玉)                                                       | Gu Yewang (顾野王)                     | 22726 Schriftzeichen      | Zhongguo shudian (1983) (Zhangshi Zecuntang ben 张氏泽存堂本); Sibu congkan (Holzplattendruck) aus der Yuan-Dynastie |
| Tang-Dynastie (751)                                       | Tangyun (唐韵)                                             |                                                               | Sun Mian (孫愐)                        |                           | |
| Liao-Dynastie (997)                                       | Longkan shoujian (龙龛手鉴)                                | Long (龙)                                                     | Xing Jun (行均)                        | 26430 Schriftzeichen      | Sibu congkan (Holzplattendruck aus der Song-Dynastie); Zhonghua shuju, 1985 (Nachdruck eines koreanischen Reproduktion einer Ausgabe aus der Zeit der Liao-Dynastie)                                                           |
| Song-Dynastie (1011)                                      | Da Song chongxiu Guangyun (大宋重修广韵)                   | Guangyun (广韵) bzw. Guang (广)                               | Chen Pengnian (陈彭年)                 | 26194 Schriftzeichen      | Zhonghua shuju (1982) (Reproduktion der Ausgabe Zhangshi Zecuntang ben 张氏泽存堂本); Zhou Zumo 周祖谟: Guangyun jiaoben 广韵校本, Zhonghua shuju, 1960                                                                        |
| Song-Dynastie (1066)                                      | Leipian (类篇)                                             | Lei (类)                                                      | Sima Guang (司马光)                    | 31319 Schriftzeichen      | Nachdruck einer songzeitlichen Abschrift aus dem Jiguge 汲古阁 im Verlag Shanghai guji chubanshe, 1984 |
| Song-Dynastie (1067)                                      | Jiyun (集韵)                                               | Ji (集)                                                       | Ding Du (丁度)                         | 53525 Schriftzeichen      | Im Verlag Shanghai guji chubanshe im Jahr 1985 reproduzierte Shugutang 述古堂-Ausgabe einer songzeitlichen Abschrift; (Qing) Fang Chenggui方成珪: Jiyun kaozheng 集韵考正 (Wanyou wenku 万有文库-Ausgabe)                      |
| Jin- bzw. Jurchen-Dynastie                                | Gaibing wuyin jiyun (改并五音集韵)                         | Wuyin jiyun (五音集韵) bzw. Wu (五)                           | Han Daozhao (韩道昭)                   |                           | Druck aus der Wanli-Regierungsepoche der Ming-Dynastie |
| Jin- bzw. Jurchen-Dynastie (1212)                         | Gaibing wuyin leiju sisheng pianhai (改并五音类聚四声篇海) | Kurzwort Gaibing sisheng pianhai (改并四声篇海) bzw. Gai (改) | Han Daozhao (韩道昭)                   | 35189 Schriftzeichen      | Druck aus der Chongzhen-Regierungsepoche der Ming-Dynastie |
| Ming-Dynastie (1615)                                      | Zihui (字汇)                                               |                                                               | Mei Yingzuo (梅膺祚)                   | 33179 Schriftzeichen      | Druck aus der Wanli-Regierungsperiode der Ming-Dynastie |
| Ming-Dynastie (1671)                                      | Zhengzi tong (正字通)                                      |                                                               | Zhang Zilie (张自烈)                   | 33549 Schriftzeichen      | Qingweitang 清畏堂-Ausgabe aus der Kangxi-Regierungsepoche der Qing-Dynastie |
| Qing-Dynastie (1716)                                      | Kangxi zidian (康熙字典)                                   |                                                               |                                        | 47035 Schriftzeichen      | Shanghai Tongwen Shuju Shiyindian ben 上海同文书局石印殿本, reproduziert im Verlag Zhonghua shuju, 1958; Wang Yinzhi 王引之: Zidian kaozheng 字典考证.                                                                         |
| Qing-Dynastie                                             | Shuowen tongxun dingsheng (说文通训定声)                   |                                                               | Zhu Junsheng (朱骏声)                  |                           | Linxiaoge 临啸阁-Druck, reproduziert im Verlag Wuhan guji chubanshe 武汉古籍书店, 1983; im Anhang der Ausgabe im Verlag Zhonghua shuju finden sich weitere phonologische Werke des bedeutendsten Phonologen der Qing-Dynastie. |
| Republik China (1915)                                     | Zhonghua da zidian (中华大字典)                            |                                                               | Lu Feida (陆费达), Xu Yuangao (徐元诰) | über 48000 Schriftzeichen | Zhonghua shuju, 1915 |
| Volksrepublik China (1986–1990)                           | Hanyu da zidian (汉语大字典)                               | HYDZD                                                         |                                        | 54678 Schriftzeichen      | Hubei Dictionary Press & Sichuan Lexicographical Publishing House |